# Ezzatollah Zarghami
Ezzatollah Zarghami (persan : عزت‌الله ضرغامی), né le 26 février 1959 à Dezfoul (Iran), est un homme politique iranien, président de la chaîne de télévision Islamic Republic of Iran Broadcasting (IRIB) de 2004 à 2014.

## Biographie
Ezzatollah Zarghami a étudié à l'université polytechnique de Téhéran. En 1979, durant la crise des otages américains en Iran, il fait partie des étudiants iraniens qui retiennent en otage pendant 444 jours 52 diplomates et civils américains dans l'ambassade des États-Unis de Téhéran. Il devient ensuite un membre du Corps des Gardiens de la révolution islamique d'abord en tant qu'animateur radio puis en tant que responsable d'une équipe de production de missiles. Il quitte les Gardiens avec le grade de général.
En 1995, après son départ des Gardiens, Zarghami, un cinéphile, est nommé vice-ministre de la Culture chargé du cinéma. Il augmente la censure au cinéma.
En mai 2004, il est nommé à la tête de l'Islamic Republic of Iran Broadcasting (IRIB), la chaîne publique nationale iranienne. En 2005, il est accusé d'avoir utilisé son influence médiatique pour soutenir la candidature de Mahmoud Ahmadinejad à l'élection présidentielle.
À la tête de la chaîne IRIB, il affirme être en faveur d'une politique de gestion des médias en ligne avec les préceptes du Coran, et se fait le supporter de plus de production audiovisuelle régionale pour contrebalancer l'influence occidentale dans les médias. En mai 2009, son mandat à la tête de l'IRIB est renouvelé. Dans le cadre de l'affaire Neda Agha-Soltan, il déclare que les vidéos de la mort de Neda Agha-Soltan, jeune femme iranienne tuée par balle au cours d'une des manifestations de protestation qui ont suivi le résultat contesté de l'élection présidentielle iranienne de 2009, sont fausses et ont été produites par les chaînes BBC et CNN pour entacher les résultats de l'élection. Zarghami est critiqué pour le traitement partial de l'information sur les manifestations sur IRIB.
En septembre 2010, IRIB lance un nouveau bouquet de chaînes diffusant en continu des contenus en arabe et des films produits en Iran.
En novembre 2013, il déclare que sur une période de trois ans, la diffusion de la chaîne IRIB a été bloquée 66 fois par 27 satellites différents, et raille sur la liberté d'expression promue par les auteurs de ces blocages. En juin 2013, le département du Trésor des États-Unis annonce une série de sanctions contre l'Iran, et accuse l'IRIB de diffuser des informations fausses ou biaisées, ainsi que de diffuser des témoignages de prisonniers politiques obtenus par la force (dont le cas de Maziar Bahari, repris dans le film américain Rosewater sorti en 2014). Le Trésor américain dénonce également des blocages des chaînes occidentales dans la zone iranienne depuis 2009. En octobre 2014, Ezzatollah Zarghami se rapproche de l'Azerbaïdjan dans le cadre d'un projet commun de régulation des télécommunications et réseaux satellitaires entre Téhéran et Buka,.
En novembre 2014, Ezzatollah Zarghami est remplacé au poste de la direction d'IRIB par Mohammad Sarafraz (en). 9 autres dirigeants de la chaîne ont été remplacés, faisant de son départ un tournant pour la gouvernance de la chaîne.
En février 2017, il interpelle le président Hassan Rouhani en demandant que les actes d'agression diplomatique de Donald Trump envers l'Iran soient traités avec plus de fermeté. En mars 2017, il annonce son intention de se présenter à l'élection présidentielle iranienne de 2017. Zarghami cherche l'investiture du Front populaire des forces de la révolution islamique (en), une coalition politique conservatrice, mais termine en 5e position.  Il renonce alors à se présenter.
Zarghami est toujours proche de Ahmadinejad.

## Pages liées
- Islamic Republic of Iran Broadcasting
- Corps des Gardiens de la révolution islamique